# Stockton (Alabama)
Stockton ist eine nicht inkorporierte Gemeinde im Baldwin County im US-Bundesstaat Alabama. Sie liegt in der Nähe der Bottle Creek Indian Mounds, die als National Historic Landmark ausgewiesen sind. Die Gemeinde ist Teil der Metropolregion Daphne–Fairhope–Foley.

## Geschichte
Vermutlich wurde der Ort nach Francis Stockton benannt, der 1809 mit der Auswahl eines Standortes für das erste Gerichtsgebäude des Baldwin County beauftragt wurde. Das Postamt von Stockton nahm 1837 seinen Betrieb auf. Mitte des 19. Jahrhunderts wurde Stockton per Postkutschenlinie mit Montgomery verbunden. Später liefen Dampfschiffslinien von Mobile über Stockton nach Claiborne, verbunden mit einer weiteren Postkutschenverbindung nach Montgomery.

## Verkehr
Stockton ist durch die Interstate 65 und die Alabama State Route 59 angebunden.
Zudem gibt es die Hubbard Landing Seaplane Base, einen Wasserflugzeugflughafen.

## Bildung
Stockton gehört zum Schulbezirk der Baldwin County Public Schools. Frühere Bildungseinrichtungen im Ort waren die Stockton Junior High School (bis 1973) und die Vaughn School.

## Galerie

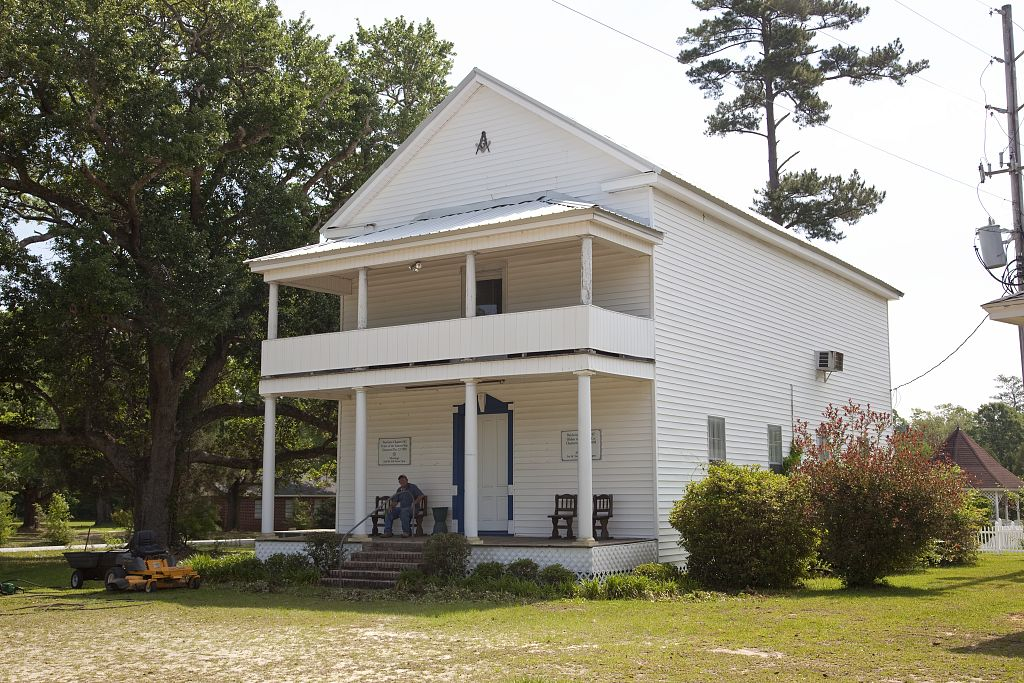
Masonic Hall
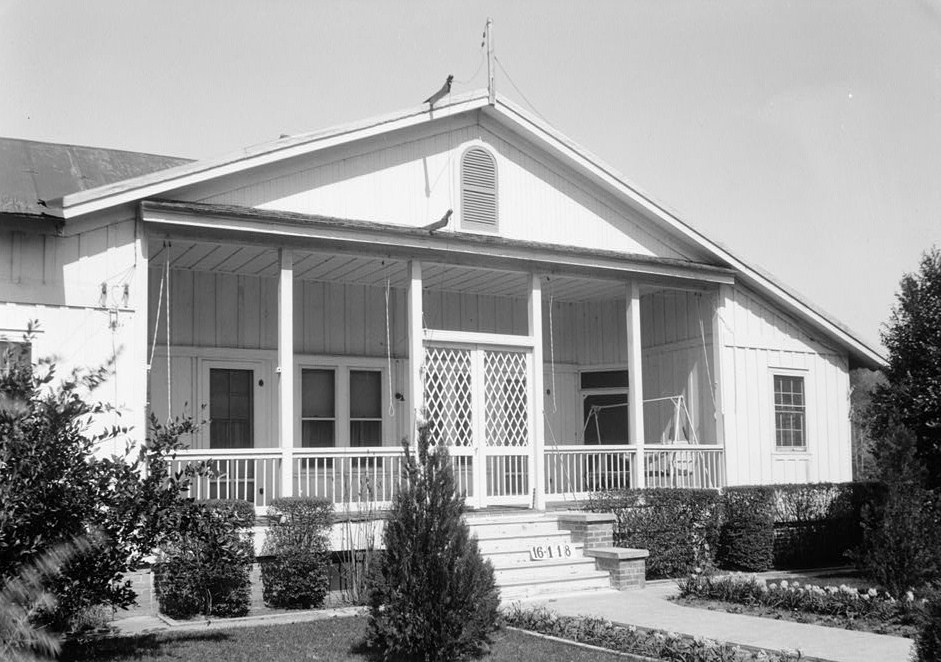
McMillan House
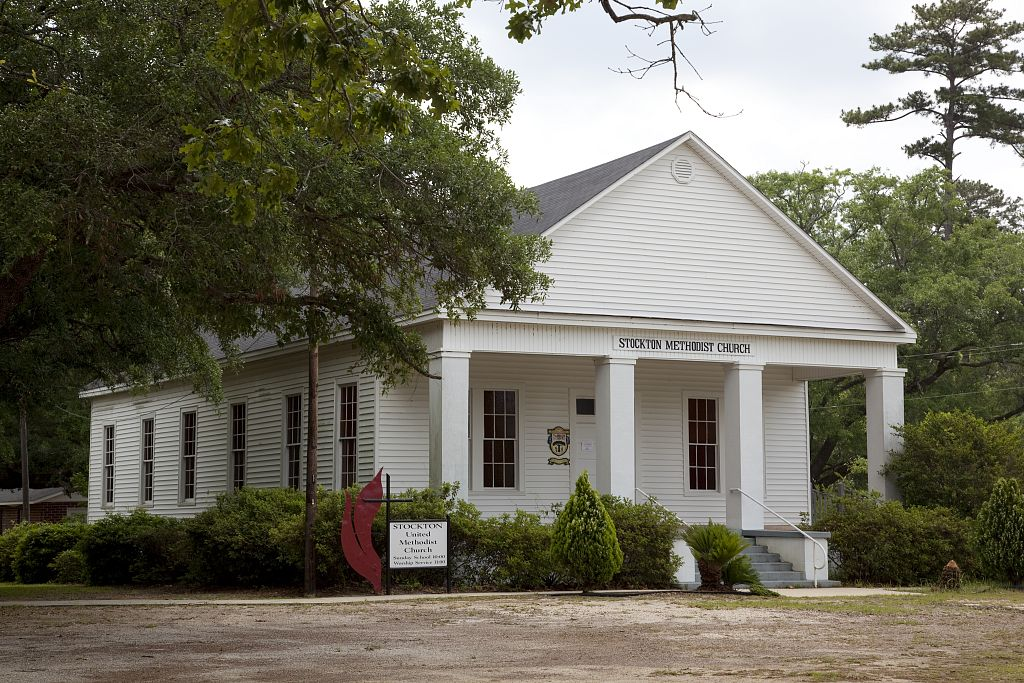
United Methodist Church